# 2019年7月曼哈顿停电
2019年7月曼哈顿停电于美国东部时间2019年7月13日晚上约7时发生在美国纽约市曼哈顿西区，负责该地区供电的能源公用事业公司联合爱迪生表示，当天约有73000名客户受到停电影响。电力于当晚午夜时分完全恢复。当天恰逢影响900万客户的1977年纽约大停电42周年。

## 影响

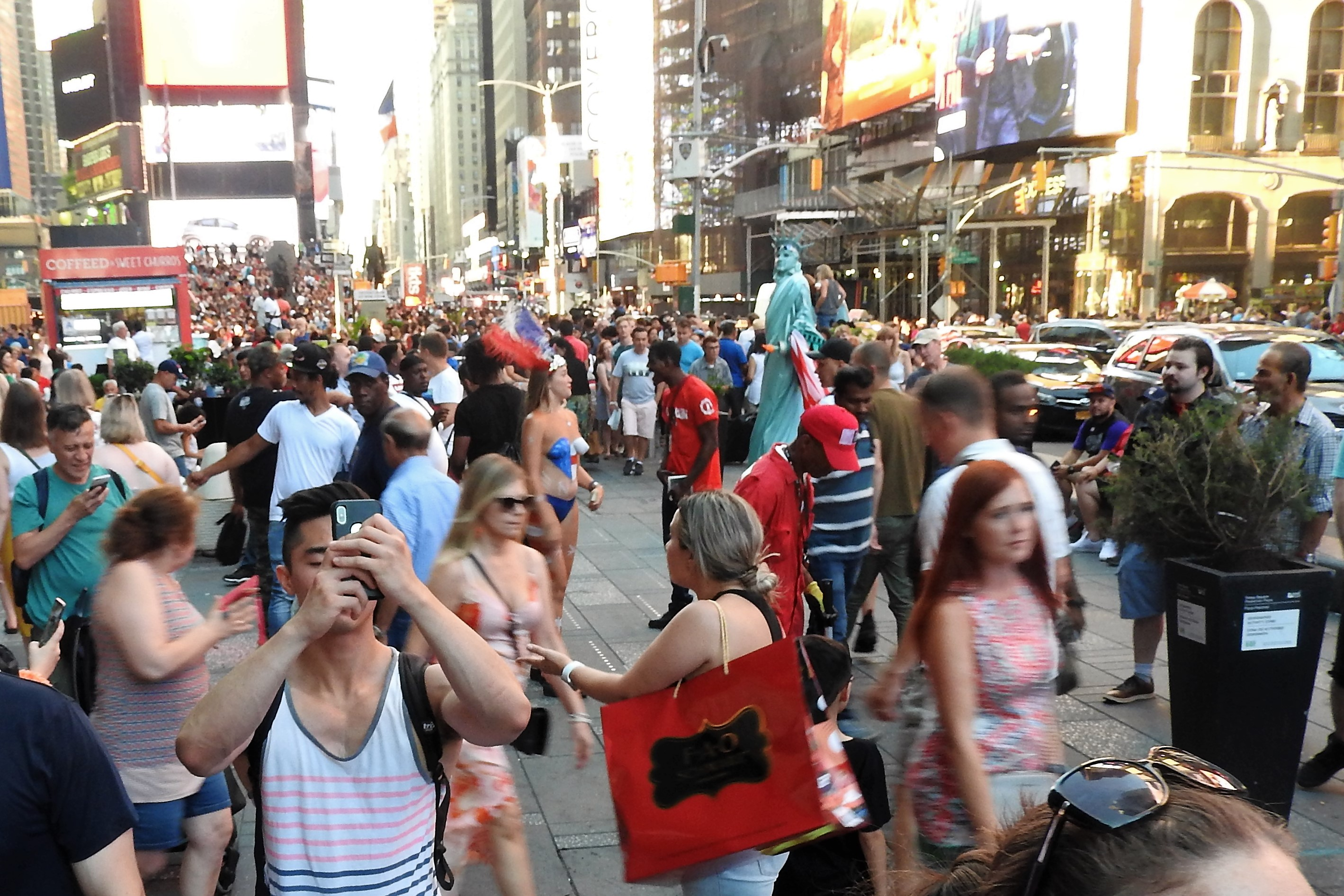
停电使得时代广场西侧陷入黑暗，而东侧灯火通明。

停电于东部时间下午6点47分许开始，曼哈顿西区的7.3万名客户受到影响。事故长达三个小时，期间供电范围涵盖曼哈顿中城时代广场到72街，以及上西城第五大道到哈德逊河约30个街区的六个电力部门受影响。
大都会运输署表示纽约地铁全线受影响，部分地铁站没有照明，几条线路的服务受影响。运输署关闭了59街-哥倫布圓環車站、第五大道／53街车站、34街-哈德遜調車場車站和47-50街-洛克斐勒中心車站四个车站，所有以数字编号的路线大量班次延误。同时，曼哈顿东区的IRT百老匯-第七大道線（停靠1号线、2号线和3号线列车）、西区的IRT萊辛頓大道線（停靠4号线、5号线和6号线列车）和曼哈顿到皇后区的IRT法拉盛線（停靠7号线）维持有限度服务。运输署建议曼哈顿的旅客改乘大巴。

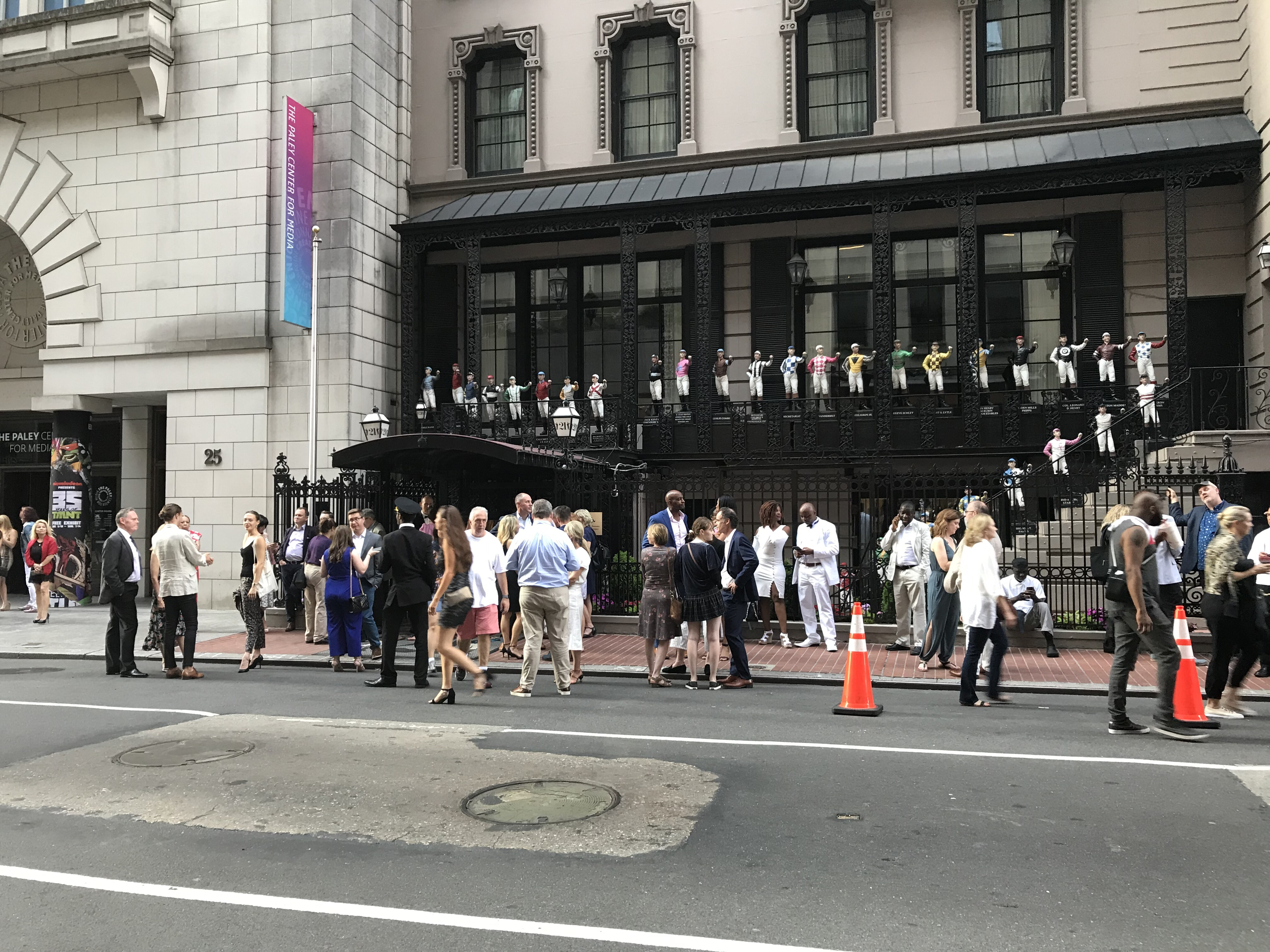
第52街21俱樂部的食客停电后在大街上漫无目的地闲逛。

受停电影响的地区包括时代广场、洛克菲勒中心、无线电城音乐厅和百老汇。百老汇大多数剧场取消夜间演出，停电当时有30场表演在进行，停电后曼哈顿东侧只有4台表演能够进行。卡内基大厅和林肯表演艺术中心也取消演出。然而，部分演出被取消的表演者在剧场外面的人行道上娱乐观众。詹妮弗·洛佩兹在麦迪逊广场花园的表演也因停电取消。
纽约市消防局当天接到的1000通求助电话中，有750通和电梯或火警有关，消防员出动前去救助受困于电梯的民众。城西高速公路的路灯熄灭引起交通拥堵。纽约市交通局表示超过200盏交通灯停止运作，需要警察和民众帮助疏导交通。第2街到第71街之间、第五大道到哈德逊河之间的道路临时封闭。警方在部分地区指挥交通，而地狱厨房等地的交通则由行人负责。纽约州州长安德鲁·库默派出纽约国民护卫队前去协助交通和安全问题。

## 起因
最初的报道指窨井爆炸引发停电。纽约州女议员琳达·罗森塔尔证实消息。纽约市消防局、纽约市警察局和紐約市緊急管理處前往第65街和西区大道。
事故早期阶段，联合爱迪生将事故归咎于机械故障，认为可以很快解决，但没有给出恢复供电的确切事件。纽约市消防局表示，第64街西和东区大道的变压器火灾引起事故。
但后来，联合爱迪生表示电力故障源于第49街西的一处变电站。州长科莫进一步指出，变电站爆炸起火损坏了其他变电站。纽约市市长比爾·白思豪最初在Twitter表示“滘井起火”引发停电，后来改口称是变电站起火，没有怀疑有刑事行为。
联合爱迪生主席和总裁约翰·麦卡沃伊（John McAvoy）表示，尽管机器故障可能是停电的成因，但是明确答案有待全面调查。麦卡沃伊进一步表示，夏季用电需求造成“负荷过高”，并大可能是停电的成因。

## 供电恢复
2019年7月13日晚上10点，时代广场和地狱厨房部分恢复供电。到10点半，六个电网有五个恢复。临近午夜时分，供电全面恢复。凌晨1点半，第五大道到哈德逊河之间的车道重新开放。到凌晨2点，通过曼哈顿中城的地铁线路，即IND第八大道线（停靠A线、C线和E线列车）、IND第六大道线（停靠D线、F线和M线列车）和IRT线（停靠1号线、2号线、3号线、4号线、5号线、6号线和7号线列车）双向恢复通车。

## 后续
停电期间没有人员伤亡报告。州长科莫批评这次事故，认为停电范围之广，外加此前变电站出现的问题“不可接受”，呼吁纽约公共服务委员会调查事故原因，“防止这种程度的事件再次发生”。科莫也在Twitter称赞纽约市民：“事情非常糟糕时，纽约人却表现出最佳素质，他们今晚的表现非常棒。”